# Leonardo Sciascia
Leonardo Sciascia (n. 8 ianuarie 1921, Racalmuto, Sicilia, Regatul Italiei – d. 20 noiembrie 1989, Palermo, Italia) a fost un scriitor, romancier, eseist, dramaturg și politician italian. Unele dintre lucrările sale au fost adaptate în filme, printre care Porte Aperte (1990; Uși deschise), Cadaveri Eccellenti (1976; Cadavre de lux), Todo Modo (1976; Cu orice preț) și Il giorno della civetta (1968; Când se arată cucuveaua). 

## Lucrări scrise
- Le favole della dittatura (1950)
- La Sicilia, il suo cuore (1952)

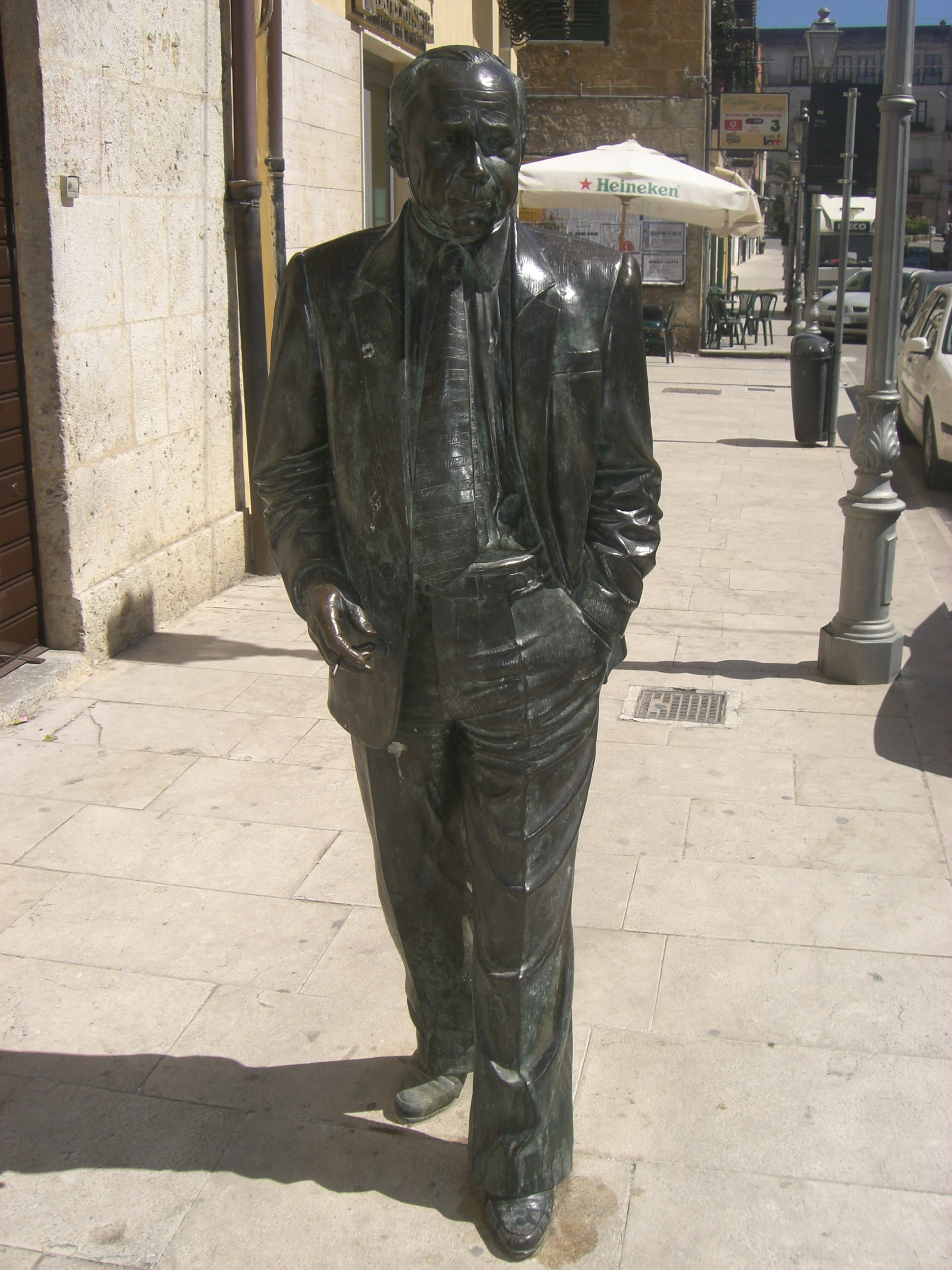
Statuia sa din Racalmuto

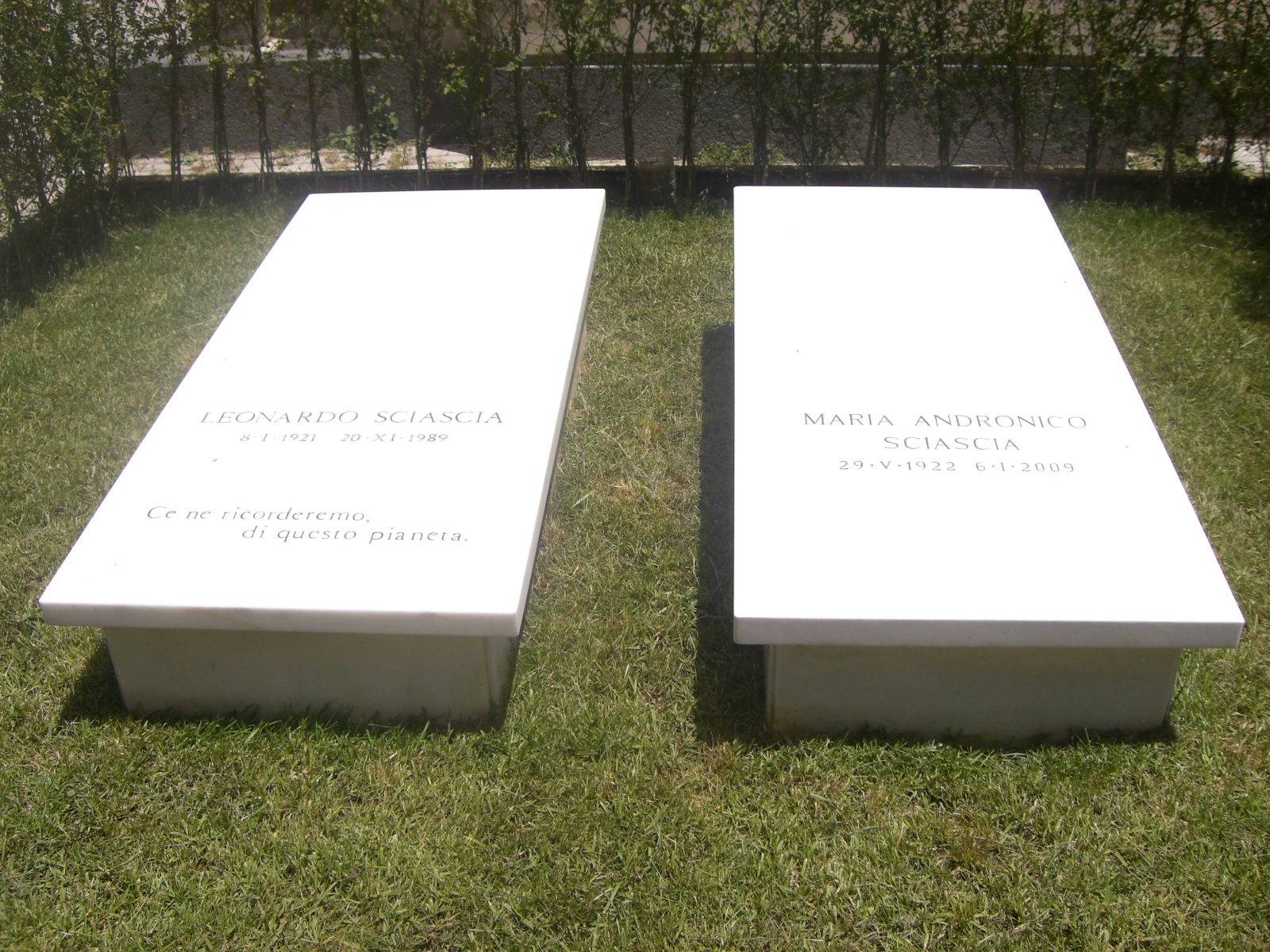
Cavoul său din Racalmuto

- Il fiore della poesia romanesca. Belli, Pascarella, Trilussa, Dell'Arco (1952)
- Pirandello e il Pirandellismo (1953)
- Le Parrocchie di Regalpetra (1956)
- Gli zii di Sicilia (19581)   – povestiri
- Il Giorno della Civetta (1961)  (română: Când se arata cucuveaua, 1963, Editura pentru Literatură Universală)
- Pirandello e la Sicilia (1961)
- Il consiglio d’Egitto (1963)   (română: Codicele egiptian, 1966, Editura pentru Literatură Universală, Colecția Meridiane)
- Santo Marino (1963)
- Morte dell'inquisitore (1964)
- L'onorevole (1965)
- Jaki (1965)
- A ciascuno il suo (1966)
- Racconti siciliani (1966)
- Recitazione della controversia liparitana dedicata ad A.D. (1969)
- La corda pazza (1970)
- Atti relativi alla morte di Raymond Roussel (1971)
- Il contesto. Una parodia (1971)  (română: Contextul. O parodie, 2018, Editura Humanitas, Colecția Biblioteca Italiană)
- Il Mare Colore del Vino (1973)   (română: Marea de culoarea vinului, 1980, Editura Univers, Colecția Globus)[7]
- Todo Modo (1974)   (română: Todo Modo, 1980 Editura Univers, Colecția Globus)
- La Scomparsa di Majorana (1975)
- I pugnalatori (1976)
- Candido, ovvero, un sogno fatto in Sicilia (1977)
- L'affaire Moro (1978)
- Dalle parti degli infedeli (1979)
- Nero su nero (1979)
- Il teatro della memoria (1981)
- La sentenza memorabile (1982)
- Cruciverba (1983)
- Stendhal e la Sicilia (1984)
- Occhio di capra (1984)
- Cronachette (1985)
- Per un ritratto dello scrittore da giovane (1985)
- La strega e il capitano (1987)
- 1912+1 (1986)
- Porte Aperte (1987)
- Il Cavaliere e la Morte (1988)  (română: Cavalerul și moartea, Editura Allfa , Colecția Strada ficțiunii, 2014)
- Alfabeto pirandelliano (1989)
- Fatti diversi di storia letteraria e civile (1989)
- Una storia semplice (roman, 1989)
- A futura memoria (se la memoria ha un futuro) (1989)